# Hugh Hamilton DeWitt
Hugh Hamilton DeWitt, nato Hugh Hamilton Seligman (San Jose, 28 dicembre 1933 – Orono, 5 gennaio 1995), è stato un ittiologo, biologo e oceanografo statunitense.

## Infanzia e studi
DeWitt nacque a San Jose, California, terzo di quattro fratelli e figlio di Carl Bryce Seligman, medico di base, e Honor Pettit Seligman, insegnante di matematica e latino. Nonostante il suo cognome alla nascita fosse Seligman, su sollecito di suo padre lui e suo fratello cambiarono cognome in DeWitt negli anni cinquanta, cognome da nubile della madre: infatti, alle scuole superiori essi incontrarono divennero vittima di stereotipi e pregiudizi, in quanto Seligman è sia la versione americanizzata del cognome tedesco Seligmann, sia quella del cognome Ashkenazi Zelikman. Il maggiore dei suoi fratelli fu il fisico teorico Bryce Seligman DeWitt. Crebbe principalmente in California, trasferendosi solo per frequentare le superiori in Vermont. Ritornò in California per immatricolarsi all'Università di Stanford, ottenendo il baccellierato nel 1955, il master universitario nel 1960 e il dottorato di ricerca nel 1966, la cui tesi aveva come argomento i merluzzi artici del genere Notothenia. Divenne uno degli ultimi studenti a laurearsi sotto la supervisione di George Sprague Myers.

## Carriera
Dopo essere stato insegnante ed assistente ricercatore (prendendo parte anche ad una spedizione di ricerca in Artide nel 1958) a Stanford, accettò il ruolo di assistente professore di "Marine science" all'Università della Florida Meridionale. Nel 1969 divenne membro della stessa facoltà all'Università del Maine ad Orono, dove successivamente venne disegnato professore di Zoologia ed Oceanologia.
DeWitt divenne famoso internazionalmente come ittiologo, biologo marino e oceanografo, con speciale interesse verso la tassonomia, la morfologia funzionale, la biogeografia e l'ecologia dei pesci, in particolare quelli delle specie che abitano le acque dell'Oceano Antartico, divenendo uno dei maggiori studiosi dei pesci rinvenuti lungo la piattaforma continentale antartica. Nel 1975 fu incaricato capo-scienziato della nave da ricerca argentina ARA Islas Orcadas e successivamente invitato in altre spedizioni per le sue conoscenze tecniche. Tra il 1974 e il 1980 divenne segretario delle pubblicazioni presso l'American Society of Ichthyologists and Herpetologists e descrisse per la prima volta molte specie di pesci provenienti dalle acque circostanti il Polo Sud e fu uno dei maggiori contributori del libro Fishes of the Southern Ocean, maggiore autorità nel campo dei pesci antartici. Morì nel suo ufficio alla University of Maine il 5 gennaio 1995.

## Riconoscimenti
Nel 1964, venne intitolato a DeWitt il Monte DeWitt, alto 2.203 metri e situato nella parte meridionale della Terra Victoria in Antartide

### Taxa chiamati in suo onore
- Paraliparis dewitti Stein, Chernova & Andriashev, 2001[4],
- Paranotothenia dewitti Balushkin, 1990,
- Pogonophryne dewitti Eakin, 1981,
- Acanthodraco dewitti Skóra, 1995 e
- Chionobathyscus dewitti Andriashev e Neyelov, 1978[5].